# Elsie (Michigan)
Pour les articles homonymes, voir Elsie.
Elsie est un village du comté de Clinton, dans l'État du Michigan, aux États-Unis. En 2020, il comptait une population de 930 habitants.